# La Chapelle-aux Saints 1

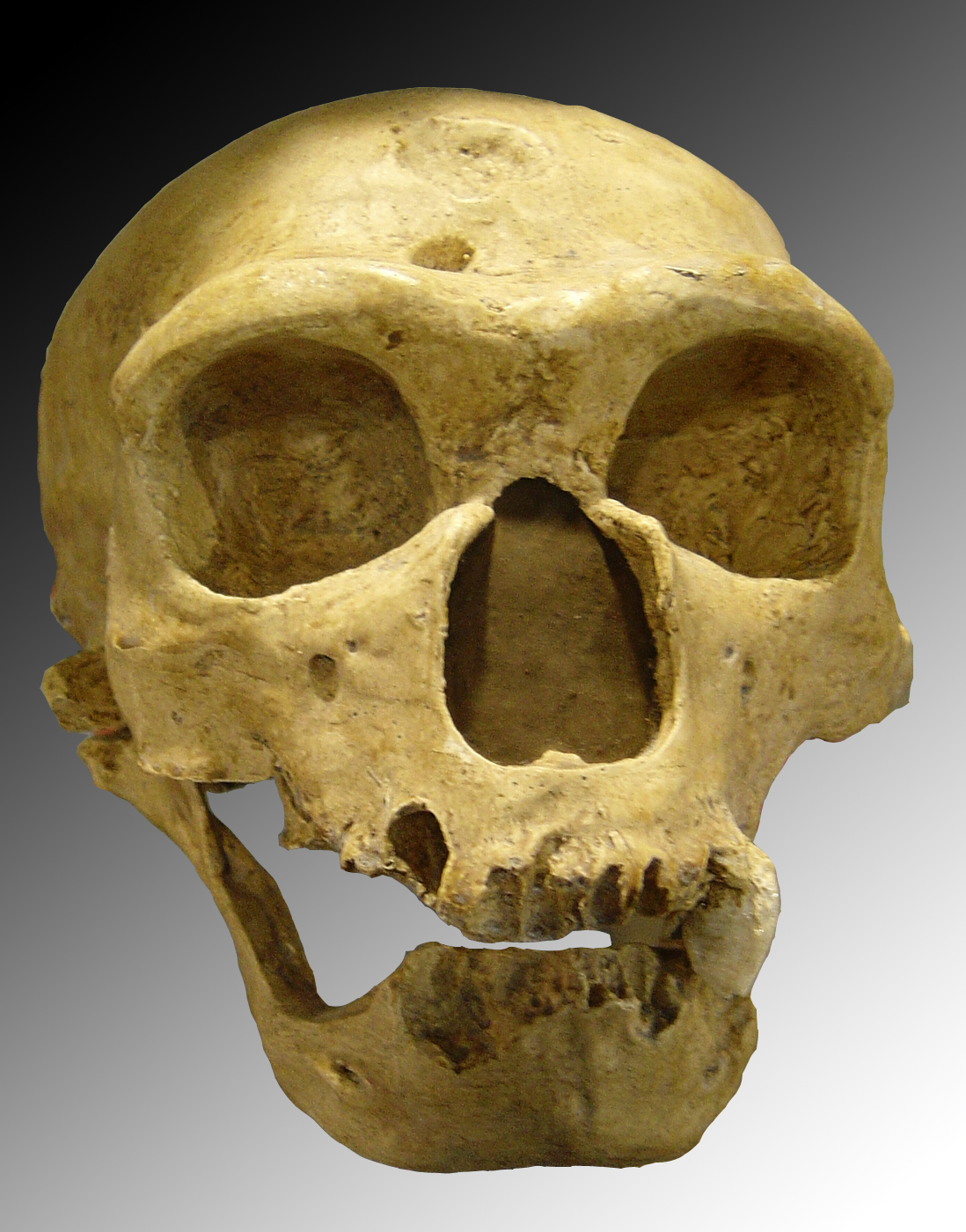
Frontalne zdjęcie czaszki katalogowanej jako eksponat La Chapelle-aux Saints 1

La Chapelle-aux Saints 1 – paleoantropologiczne znalezisko liczącego 60 tys. lat częściowego szkieletu neandertalczyka. Lokalizacja 44° 59′ 0″ N, 1° 43′ 0″ E.
Odkrycia dokonali A. i J. Bouyssonnie oraz L. Bardon 3 sierpnia 1908 roku w małej jaskini opodal La Chapelle-aux-Saints. Z grobu dorosłego mężczyzny wykopanego w wapiennym podłożu wydobyli dobrze zachowaną czaszkę, żuchwę, prawie cały kręgosłup, kilka żeber, kości długie rąk i nóg oraz niektóre kości ręki i stopy. Uzębienie było szczerbate, lecz ubytki zagojone, co Tappen uznał za dowód udzielonej mężczyźnie pomocy i opieki.
Po szczegółowych badaniach w 1957 roku Starusa i Cave stwierdzili, że zmarły był pionowej postury, obalając w tej sposób fałszywą tezę Marcellina Boule'a z 1911 roku, który przedstawił go jako istotę niespionizowaną, co niewątpliwie przez lata istotnie rzutowało na postrzeganie neandertalskich przodków.
Zdaniem E. Trinakusa, przyczyną błędu Boule'a były ówczesne metody rekonstrukcji i prekoncepcja Boule'a wobec koncepcji ewolucji, a nie źle rozpoznane reumatyczne zwyrodnienia stawów i inne wady kośćca zmarłego. Trinakus nawiązuje do zespołu czynników natury emocjonalnej, który wpływał na uprzedzenia ciągle obecne w 1911 roku, degredatywnie przedstawiające 'małpoludowe' rekonstrukcje a słabnące z czasowego dystansu XXI wieku.